# Васильчиков Дмитро Федорович
Дмитро Федорович Васи́льчиков (справжнє прізвище — Васильченко; нар. 6 листопада 1883, Ростов-на-Дону — пом. 20 лютого 1960, Харків) — український і російський актор театру комедійного плану; заслужений артист УРСР з 1936 року. Перший чоловік актриси Глікерії Богданової-Чеснокової.

## Біографія
Народився 25 жовтня [6 листопада] 1883 року в місті Ростові-на-Дону (тепер Росія). 1905 року закінчив Музично-драматичну школу Миколи Лисенка, де навчався у Марії Старицької.
Працював у трупах Івана Карпенка-Карого, Миколи Садовського, Трохима Колесниченка, Михайла Бородая, Дмитра Гайдамаки та інших. Впродовж 1917–1928 років грав в театрах оперети Харкова, Ростова-на-Дону, Москви, Ленінграда. Був одним із засновників Українського радянського театру музичної комедіїу Харкові, де у 1929–1940 роках працював актором, а у 1944–1947 роках — художнім керівником і директором. У 1941–1942 роках грав у Дніпропеторовському імені Максима Горького, у 1942—1944 роках — Московському камерному під керівництвом Олександра Таїрова, у 1940—1941 та 1947—1960 роках — у Харківському імені Олександра Пушкіна російських драматичних театрах.
Помер у Харкові 20 лютого 1960 року.

## Ролі
Зіграв театральні ролі:
- Шельменко («Шельменко-денщик» Григорія Квітки-Основ’яненка);
- Голохвостий («За двома зайцями» Михайла Старицького);
- Градобоєв («Гаряче серце» Олександра Островського);
- Лука («На дні» Максима Горького);
- Зупан («Циганський барон» Йоганна Штраусса);
- Пелікан («Принцеса цирку» Імре Кальмана).

У 1928 році зіграв головну роль Івана Октябрюхова у художньому фільмі «Октябрюхов і Декабрюхов».